# Sangiovese
Il Sangiovese è un vitigno italiano a bacca nera. È tra i più diffusi (le aree coltivate coprono l'11% della superficie viticola nazionale); ed è tradizionalmente il vitigno più diffuso in Toscana.
Entra negli uvaggi di centinaia di vini, tra i quali alcuni dei più prestigiosi vini italiani: Carmignano, Rosso Piceno Superiore, Rosso Conero riserva, Chianti e Chianti Classico, Brunello di Montalcino, Vino Nobile di Montepulciano, Montefalco rosso, Sangiovese di Romagna, Morellino di Scansano e molti altri meno conosciuti ma altrettanto pregevoli.

## Storia
Le origini e la provenienza del Sangiovese sono incerte: le prime informazioni sicure risalgono solo al XVI secolo, quando Giovan Vettorio Soderini, nel suo trattato "Coltivazione toscana delle viti e d'alcuni alberi", ne parla dicendo che «il Sangiocheto o Sangioveto è un vitigno rimarchevole per la sua produttività regolare». Anche l'origine del nome è incerta e varie sono le teorie: sostengono che derivi da “sangiovannese” in quanto originario di San Giovanni Valdarno; altri invece lo fanno risalire a forme dialettali (da "san giovannina" uva primaticcia dato il suo precoce germogliamento a fine giugno per la festa di San Giovanni Battista), chi sostiene che derivi da “sanguegiovese”, ossia “sangue di Giove” (in quanto proveniente dal Monte Giove nei pressi di Santarcangelo di Romagna).
Da recenti studi genetici sembra che il "Sangiovese", a dispetto della sua diffusa e storica presenza nell'area romagnola e tirrenica, possieda parentele con vitigni coltivati nel Sud Italia, soprattutto in Sicilia e in Calabria, dove incrociandosi con il Mantonico di Bianco (o Montuonico, vitigno calabrese) ha generato il Nerello mascalese, il Gaglioppo di Cirò e il Mantonicone.
Alquanto dibattuta è invece la parentela con il Ciliegiolo (o Aglianicone): mentre alcuni studi ritengono che questo vitigno sia frutto dell'incrocio del Sangiovese col Moscato Violetto (Muscat rouge de Madère), altri considerano il Sangiovese stesso figlio del Ciliegiolo e del Calabrese di Montenuovo o in alternativa del Ciliegiolo e del Negrodolce, antica varietà del Sud Italia riscoperta di recente.

## Caratteristiche e diffusione

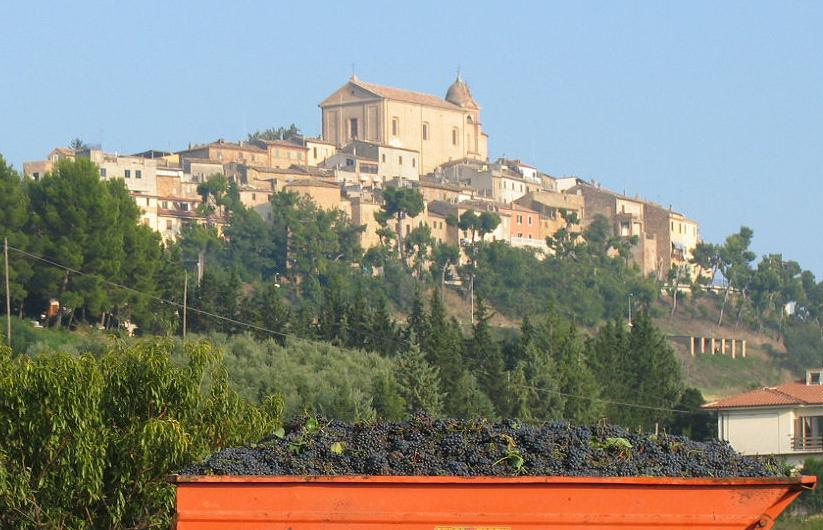
Vendemmia di Sangiovese a Montepulciano

In generale si parla di Sangiovese, ma in realtà questo termine definisce un gran numero di varietà (o cloni) nelle quali si è differenziato nel corso dei secoli e nei diversi territori.
In Toscana ad esempio se ne distinguono due grandi famiglie: il Sangiovese Grosso, (conosciuto nel corso della storia con altri nomi: Brunello a Montalcino e Prugnolo Gentile a Montepulciano), ed il Sangiovese Piccolo, utilizzato in gran parte della regione. Non è privo di interesse rilevare che Brunello è il nome che veniva dato localmente a Montalcino a quella che si credeva essere una varietà di uva. Nel 1879 la Commissione Ampelografica della Provincia di Siena determinò, dopo alcuni anni di esperimenti controllati, che il Sangiovese e il Brunello erano la stessa varietà di uva. A Montalcino il nome Brunello si trasformò dunque nella designazione del vino prodotto in purezza da uve Sangiovese.
Per questo motivo è difficile dare una descrizione assoluta del vino che se ne ricava, che ha certo alcune costanti comuni (buoni tannini ed elevata acidità) ma può variare dal vino rosso più economico ai vertici qualitativi del Brunello, vino di elevato valore prodotto nella zona di Montalcino; qui, nell'habitat unico delle colline montalcinesi, produce un rosso fra i più apprezzati al mondo per struttura, pienezza di gusto, eleganza e capacità di invecchiamento. Le peculiarità del vitigno, sono comunque riconoscibili per caratteristiche legate a descrittori chimici e sensoriali con aromi e profumi definiti di frutta (marmellata di more, prugna, ciliegia) e fiori (iris).
Recentemente la differenziazione tra Sangiovese Grosso e Sangiovese Piccolo non è più tenuta in considerazione non avendo alcun riferimento tassonomico e scientifico. Ci si riferisce piuttosto a singoli cloni con sigle attribuite dal sistema vivaistico, oppure a selezioni massali effettuate dai singoli produttori, come ad esempio Biondi Santi, Poggione e Lisini a Montalcino. L'attuale disciplinare del Consorzio del Brunello di Montalcino non cita più il "Sangiovese Grosso", ma solo "Sangiovese".
Il Sangiovese conosce in questi anni una grande popolarità anche in California. Dalla Napa Valley si è diffuso nelle maggiori zone vinicole californiane, dalla Sonoma County a San Luis Obispo.

## Viticoltura

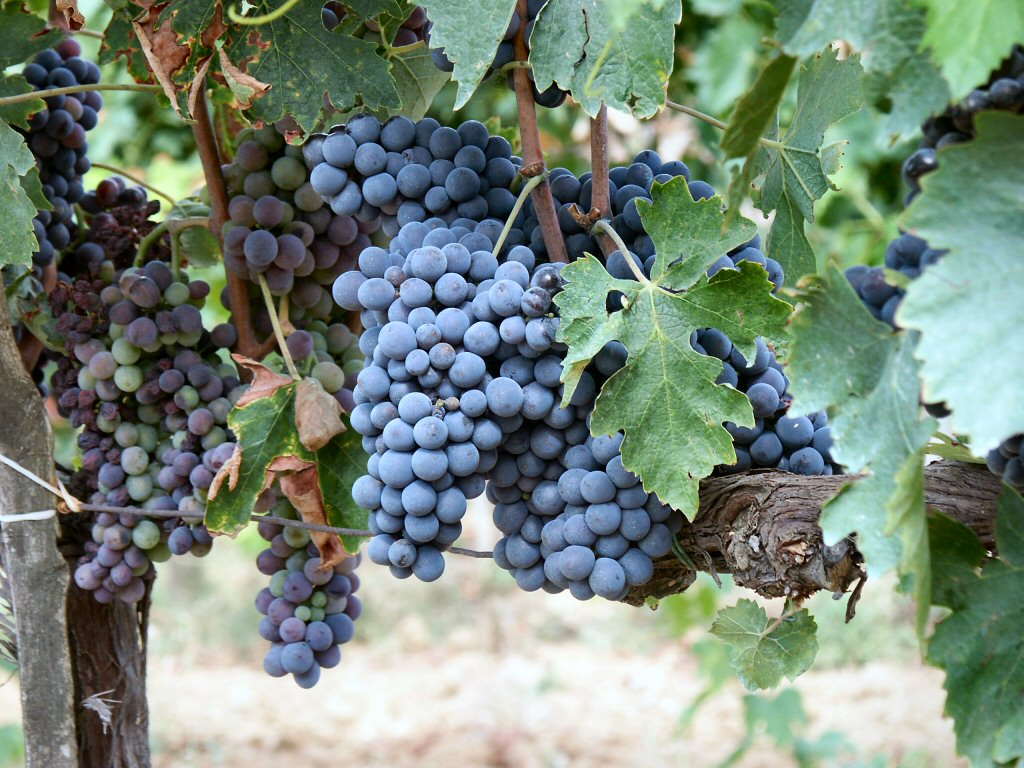
Uva Sangiovese nella regione Toscana di Montalcino.

Il Sangiovese ha dimostrato di essere adattabile a molti tipi diversi di terreni dei vigneti, ma sembra prosperare in terreni con un'alta concentrazione di calcare, avendo il potenziale per produrre vini eleganti con aromi potenti. Nella regione del Chianti Classico, il Sangiovese prospera sul terreno argilloso scistoso altamente friabile noto come galestro. Nel territorio di Montalcino è presente un'alta percentuale di suoli di alberese a base calcarea alternati a depositi di galestro. Le zone minori della denominazione generica Chianti sono prevalentemente argillose, che spesso producono vino di alta qualità come l'alberese e il galestro.
L'uva richiede una lunga stagione di crescita, in quanto germoglia presto e matura lentamente. L'uva richiede calore sufficiente per maturare completamente, ma troppo calore e i suoi sapori possono diluirsi. I raccolti in Italia iniziano tradizionalmente dopo il 29 settembre, con la vendemmia moderna che spesso si svolge a metà-fine ottobre. Una stagione di crescita più lunga dà alle uve il tempo di sviluppare ricchezza e corpo potenziale.